# Elymus littoreus
Elymus littoreus är en gräsart som först beskrevs av Heinrich Christian Friedrich Schumacher, och fick sitt nu gällande namn av Jacques Ernest Joseph Lambinon. Elymus littoreus ingår i släktet elmar, och familjen gräs. Inga underarter finns listade i Catalogue of Life.